# Ранчо Валкувия
Ра̀нчо Валку̀вия (на италиански: Rancio Valcuvia; на ломбардски: Ransc, Ранш) е село и община в Северна Италия, провинция Варезе, регион Ломбардия. Разположено е на 296 m надморска височина. Населението на общината е 932 души (към 2018 г.).